# Ardón
Ardón è un comune spagnolo di 690 abitanti situato nella comunità autonoma di Castiglia e León.